# Ballomarius flavopicta
Ballomarius flavopicta är en insektsart som beskrevs av Ronald Gordon Fennah 1949. Ballomarius flavopicta ingår i släktet Ballomarius och familjen vedstritar. Inga underarter finns listade i Catalogue of Life.